# Raymond Schmittlein
Raymond Schmittlein (* 19. Juni 1904 in Roubaix, Département Nord; † 24. September 1974 in Colmar, Département Haut-Rhin) war ein französischer Sprachwissenschaftler, Germanist, Baltist und Toponymist, Militär sowie gaullistischer Politiker. Er war von 1945 bis 1951 Direktor für öffentliche Bildung bzw. Generaldirektor für kulturelle Angelegenheiten in der französischen Besatzungszone Deutschlands. Als Abgeordneter der RPF bzw. später UNR war er 1951–1955 und 1958–1967 Mitglied der französischen Nationalversammlung.

## Leben
Schmittleins Vater stammte aus dem Elsass und wuchs in Mainz auf, später war er Ingenieur, unter anderem in Berlin. Er war mit Louise, geb. Schérer, ebenfalls aus dem Elsass, verheiratet. Beide Eltern starben 1915, als die Deutschen Roubaix erobert hatten, jedoch ohne direkte Kriegseinwirkung. Anschließend wurde er von seiner älteren Schwester aufgezogen.
Raymond Schmittlein wuchs in Roubaix auf und schlug zunächst eine Offizierslaufbahn ein, die er jedoch aufgrund einer Verletzung abbrechen musste. Dann studierte er an der Universität von Paris (Sorbonne) Medizin, Slawistik und Germanistik (Abschluss mit Licence in Germanistik, 1931). Nach einem Studienaufenthalt in Berlin, wo er als Französischlehrer an der Berlitz-Schule unterrichtete, bestand er 1932 die Agrégation (Lehrbefugnis für höhere Schulen) im Fach Deutsch. Im März 1932 heiratete er die Deutsche Gerta Eichholz. Nach einem Jahr als Deutschlehrer in Chartres begann er eine linguistische Doktorarbeit, betreut von Ernest Tonnelat und Émile Benveniste, über Orts- und Personennamen in Litauen. Im Auftrag der Kulturabteilung des französischen Außenministeriums ging er ins Baltikum, wo er sich für die Verbreitung der französischen Sprache engagierte. Er wirkte ab 1934 als Lektor an der Universität Kaunas (damals provisorische Hauptstadt Litauens), wo er gelegentlich auch als Reporter für die Nachrichtenagentur Havas berichtete. Als Inspektor für französischen Unterricht im Ausland war er ab 1938 als Leiter des französischen Gymnasiums und des Institut français in der lettischen Hauptstadt Riga.
Bei Ausbruch des Zweiten Weltkriegs im September 1939 wurde der Reserveoffizier Schmittlein zum stellvertretenden Militärattaché in Riga und Verantwortlichen des französischen Geheimdienstes für die baltischen Länder ernannt. Nach einer Sabotageaktion gegen ein deutsches Schiff im Hafen von Riga wurde er im Dezember 1939 verhaftet und aus Lettland ausgewiesen, woraufhin er nach Stockholm reiste. Bei der überstürzten Abreise verlor er die für seine Doktorarbeit angelegten Karteien litauischer Ortsnamen. Erst Jahre später veröffentlichte er eine Studie über sein Forschungsthema, das Promotionsvorhaben gab er auf. Als Aufklärungsoffizier agierte er im April 1940 während der Schlacht um Narvik hinter den deutschen Linien. Nach der Kapitulation Frankreichs unter Philippe Pétain folgte Schmittlein Charles de Gaulles Aufruf vom 18. Juni 1940 und schloss sich den freien französischen Streitkräften an. Im Oktober 1940 traf er in Kairo ein, wo er zeitweilig im Generalstab der FFL diente. Später baute er einen frei-französischen Radiosender für den Nahen Osten auf und nahm am Syrisch-Libanesischen Feldzug teil. Ab 1942 wurde er aufgrund seiner Russischkenntnisse als stellvertretender Leiter der Delegation des Freien Frankreichs in der Sowjetunion nach Kuibyschew entsandt.
Von 1945 bis 1951 war Schmittlein Leiter der Direktion für öffentliche Bildung bzw. ab 1949 Generaldirektor für kulturelle Angelegenheiten in der Militärregierung für die französische Besatzungszone mit Sitz in Baden-Baden. Auf seine Initiative wurden einige Institutionen gegründet, die bis heute bestehen: 1945 gründete er den Lehrmittel-Verlag Offenburg-Mainz, heute Mildenberger Verlag. Er betrieb 1946 die Wiederbegründung der Johannes Gutenberg-Universität Mainz (die Ende des 18. Jahrhunderts aufgehoben worden war), 1947 die Gründung der Staatlichen Dolmetscherhochschule in Germersheim (heute Fachbereich Translations-, Sprach- und Kulturwissenschaft, FTSK, der Universität Mainz), ferner die Deutsche Universität für Verwaltungswissenschaften Speyer (1947) und das Institut für Europäische Geschichte in Mainz (1950). Schmittlein erarbeitete einen Bericht zur „Umerziehung des deutschen Volkes“, in dem er feststellte, dass ganz Deutschland „nazifiziert“ sei, und sich die Mentalität der Deutschen nur durch ein über Jahre stabiles demokratisches Staatsgebilde ändern ließe.
1948 soll er laut dem Journalisten Peter Köpf über die Ausstellung auf den Namen einer vertrauten Strohfrau gegen den Widerstand vieler anderer französischer Offiziere dem Verleger Franz Burda II. die Lizenz zur Herausgabe für Das Ufer, Vorläuferin der Illustrierten Bunte (ab 1954) ermöglicht haben.
1951 veröffentlichte Schmittlein das Buch Umstände und Ursache von Jesu Tod im Matthias-Grünewald-Verlag, in dem er das Krankheitsbild des traumatischen Schocks als Todesursache Jesu vermutete. Dies wurde von katholischen Rezensenten wie Otto B. Roegele als Beitrag zur Leben-Jesu-Forschung gewürdigt.
Vertreten durch General Schmittlein stiftete die französische Regierung dem Landesmuseum Mainz 1952 wertvolle Bilder, darunter Pablo Picassos Frauenkopf von 1908, aus der Anfangsphase des Kubismus.
Als gaullistischer Abgeordneter (RPF) des Wahlbezirks Territoire de Belfort wurde Schmittlein 1951 in die französische Nationalversammlung, gewählt, der er bis 1955 angehörte. Vom 20. Januar 1955 bis zur Auflösung der Regierung Pierre Mendès France im Monat darauf war er Minister für Handelsschifffahrt. Nach Gründung der Fünften Republik wurde Schmittlein 1958 erneut in die Nationalversammlung gewählt. Bei der Wahl 1962 wurde er als Abgeordneter bestätigt und außerdem zum Vizepräsidenten der Nationalversammlung gewählt. Im März 1967 verlor er sein Abgeordnetenmandat an den sozialistischen Kandidaten Michel Dreyfus-Schmidt.
Die Philosophische Fakultät der neugegründeten Universität Mainz verlieh ihm 1947 die Ehrendoktorwürde. Schmittlein war seit 1949 Ehrenmitglied der katholischen Studentenverbindung „K.D.St.V. Rhenania-Moguntia Mainz“ im CV.

## Werke
- 1951: Un Recit de Guerre de Goethe le Siege de Mayence II. Editions Art et Science, Mayence

- 1970: Avec César en Gaule, Paris, Ed. Artrey